# Locana
Locana là một đô thị ở tỉnh Torino trong vùng Piedmont, có vị trí cách khoảng 45 km về phía tây bắc của Torino. Tại thời điểm ngày 31 tháng 12 năm 2004, đô thị này có dân số 1.720 người và diện tích là 132,8 km².
Locana giáp các đô thị: Cogne, Ronco Canavese, Noasca, Ribordone, Sparone, Chialamberto, Cantoira, Corio, Monastero di Lanzo, và Coassolo Torinese.